# Liste de jeux Midway Games
Ne doit pas être confondu avec Liste de jeux Midway Manufacturing Company, Liste de productions Bally Midway Manufacturing Company ou Liste de jeux Midway Home Entertainment.
La liste de jeux Midway Games répertorie les jeux vidéo produits par Midway Games. Ces jeux ont été manufacturés de 1996 à 2001.

## Jeux d'arcade
- Arctic Thunder (2001)
- Arctic Thunder SE (2002)
- Bio F.R.E.A.K.S. (1997)
- CarnEvil (1998)
- Cart Fury (2000)
- Cruis'n Exotica (1999)
- Cruis'n World (1996)
- Gauntlet Dark Legacy (1999)
- Hydro Thunder (1999)
- Hyperdrive (1998)
- Invasion: The Abductors (1999)
- Mortal Kombat 4 (1997)
- NBA Hang Time (1996)
- NBA Jam (1993)
- NBA Maximum Hangtime (1996)
- NBA Showtime: NBA no NBC (1998)
- NBA Showtime: NBA on NBC - Gold Edition (2000)
- NFL Blitz (1997)
- NFL Blitz '99 (1998)
- NFL Blitz 2000 (1999)
- NFL Blitz 2000: Gold Edition (1999)
- Off Road Challenge (1997)
- Offroad Thunder (2000)
- RIP Squad (2001, prototype)
- Rampage: World Tour (1997)
- San Francisco Rush 2049: Special Edition (2003)
- Skins Game (2000)
- The Grid (2000)
- Touchmaster 3000 (1997)
- Touchmaster 4000 (1998)
- Touchmaster 5000 (1998)
- Touchmaster 7000 (1999)
- Touchmaster 8000 (2000)
- War Gods (1996)
- Ultimate Arctic Thunder (2001)

## Ordinateur personnel
- Midway Arcade Treasures 3 (2005)
- Midway Arcade Treasures: Deluxe Edition (2006)

## PlayStation Portable
- Midway Arcade Treasures: Extended Play (2005)